# Torre de na Seca
La Torre de na Seca és una torre de guaita de Mallorca situada al cim del Cingle de n'Amet (514 m), a la partió entre els termes de Fornalutx i Escorca. Està declarada Bé d'Interès Cultural, però tot i així es troba en estat de ruïna. És la torre més alta de tot Mallorca.
Formava part d'un extens sistema de vigilància i senyalització de tota la costa mallorquina per combatre la pirateria, i tenia la funció de rebre i enviar senyals amb la Torre de la Mola de Tuent i la Torre Picada. Va ser construïda a final del segle xvi.

## Localització
El Coll de Biniamar separa el cingle de na Seca de la Muntanya de Montcaire. De dalt de la torre es pot albirar, per una banda la Costera, i per l'altra la vall de Bàlitx.
Per arribar a la torre:
- De Cala Tuent, tot fent l'excursió de la Costera
- Del Mirador de les Barques, a la carretera Ma-10, recorrent tota la vall de Bàlitx
- Del Port de Sóller, fent el Pas de l'Heura i per Bàlitx d'Avall

## Descripció
Construïda amb pedra i morter, està conformada per un cos cilíndric sense escarpa. La part inferior és massissa, i la superior és buida, amb una cambra amb volta de mitja esfera, ja mig esbucada, que té una fornícula. El portal d'entrada es troba a uns quatre metres, i l'accés es feia per una escala de braó. Per una escala al buit de la volta s'accedia al terrat, on hi havia un porxo i un matacà, i el parapet, ja desaparegut, era a barbeta.
La torre està en procés de deteriorament, causat pel pas del temps però també per un episodi de vandalisme i espoliació d'uns individus que, segons sembla, cercaven una cambra oculta i buidaren el cos inferior.

## Història
El virrei de Mallorca Antoni de Sentmenat-Oms de Santa Pau i de Salbà determinà el 1597 que calia construir una torre en aquest indret, i el 1580 tot estava enllestit perquè començàs la construcció, però l'enginyer Fratín no tenia els plans enllestits. El 1582 es donà per acabada, per bé que no havia estat completada del tot.
Sembla que les presses perquè entràs en funcionament ocasionaren que tengués mancances constructives, i així anà patint diversos episodis de danys i reparacions, agreujades per l'exposició als llamps. Efectivament, el 1597 un llamp causà danys a la torre. Posteriorment, el 1617 s'esfondrà, però els jurats, en comptes de reconstruir-la, resolgueren d'apedaçar-la, motiu pel qual, raonablement, el 1624 tornava a estar malmesa. El 1656 es conclogué que s'havia de refer, però sembla que la reconstrucció no es dugué a terme. El 1722 patí novament els danys d'un llamp.
L'any 1820 consta que la torre estava en mal estat, i a mitjan segle xix en procés de ruïna. Desapareguda l'amenaça corsària, el 1867 fou traspassada.